# 赵石畔镇
赵石畔镇，是中华人民共和国陕西省榆林市横山区下辖的一个乡镇级行政单位。

## 行政区划
赵石畔镇下辖以下地区：
赵石畔村、王皮庄村、郭家湾村、杜羊圈村、水掌村、让兴窑村、驼巷村、师家畔村、贺马畔村、大坪村、白家梁村、冯石畔村、艾好峁村、永新村、唐坪村、牙坪村、奶头村、站山村、陈石畔村、席老庄村、房则焉村、壑则焉村、王梁村和新建村。